# Gian Ferdinando Tomaselli
Gian Ferdinando Tomaselli ou Tommaselli également connu comme Giovanni Tomaselli, Salò, 29 avril 1876 – Selvino, 15 juillet 1944, est un coureur cycliste sur piste, pilote moto et automobile et designer italien.

## Biographie
En 1897 et 1899, Gian Ferdinando Tomaselli est champion d'Italie de vitesse. En 1899, il remporte également les prestigieuses courses de sprint, le Grand Prix de l'UVF et le Grand Prix de Paris. En 1900, il participe aux Jeux olympiques de Paris dans les courses pour professionnels non reconnues comme olympiques, dans la Grande Course des Nations sur 1 500 mètres, sous la forme d'une course à points par équipe, doté de 3 000 francs où il prend la troisième place avec Pietro Bixio et Giuseppe Singrossi, 
Aux championnats du monde sur piste à Paris en 1900, Tomaselli devient champion du monde de tandem avec le néerlandais Harrie Meyers .
Dans les années 1900, Tomaselli participe à des courses de motos et automobiles pour Bianchi. En 1904, il participe à la course de motos Milan-Nice et  à la course automobile Kaiserpreis en 1907 dans une Bianchi 120 CV,.
Dans les années 1920, Gian Ferdinando Tomaselli participe à la conception d'une moto de course, pour Bianchi,  avec laquelle Tazio Nuvolari remporte le championnat d'Europe en catégorie 350 cm3 en 1925.

## Palmarès

### Championnats du monde
- Paris 1900
  - 1er course en tandem (non officiel) avec Harrie Meyers

### Championnats nationaux
- Champion d'Italie de vitesse en 1897 et 1899

### Grand Prix
- Grand Prix de l'UVF : 1899
- Grand Prix de Paris : 1899
- Grand Prix de Turin : 1896, 1899 et 1900

### Autre
- Courses professionnelles des Jeux olympiques de Paris 1900[4]
  - Vainqueur du 2 000 mètres tandem (avec Harrie Meyers)